# Grashof-szám
A Grashof-szám, {\displaystyle \mathrm {Gr} } az áramlástani és hőátadási műveletekben használt dimenziómentes szám, amely a fluidumokra ható felhajtóerő és a belső súrlódási erő hányadosát közelíti. Gyakran felbukkan a természetes konvekcióval kapcsolatos problémák tanulmányozása során. Nevét Franz Grashof  (1826–1893) német gépészmérnök után kapta.
{\displaystyle \mathrm {Gr} _{L}={\frac {g\beta (T_{s}-T_{\infty })L^{3}}{\nu ^{2}}}\,}   függőleges, lapos lemezekre
{\displaystyle \mathrm {Gr} _{D}={\frac {g\beta (T_{s}-T_{\infty })D^{3}}{\nu ^{2}}}\,}   csövekre és körüláramlott testekre
ahol:
- az L és D indexek a jellemző méretre utalnak
- g: a gravitációs gyorsulás, 9,81 {\displaystyle {\frac {m}{s^{2}}}}
- β: a köbös hőtágulási tényező, K-1
- T_S: a felület hőmérséklete, K
- T_∞: a bulk hőmérséklet, K
- L: a hosszúság, m
- D: az átmérő, m
- ν: a kinematikai viszkozitás, {\displaystyle {\frac {m^{2}}{s}}}

A turbulens áramlás átmeneti tartománya 108 < GrL < 109 természetes konvekció és függőleges, lapos lemez esetén. Nagyobb Grashof-számoknál a határréteg turbulens, kisebbeknél lamináris.
A Grashof-szám és a Prandtl-szám szorzata a Rayleigh-számot adja, amely szintén dimenziómentes szám, és a hőátadás konvekciós problémáit írja le.
A Grashof-szám egy analóg formáját a természetes konvekciós anyagátadási problémák esetén használják.
{\displaystyle \mathrm {Gr} _{C}={\frac {g\beta ^{*}(C_{a,s}-C_{a,a})L^{3}}{\nu ^{2}}}}
ahol:
{\displaystyle \beta ^{*}=-{\frac {1}{\rho }}\left({\frac {\partial \rho }{\partial C_{a}}}\right)_{T,p}}
és
- g: a gravitációs gyorsulás,  {\displaystyle {\frac {m}{s^{2}}}}
- Ca,s: az a anyag koncentrációja a felületen, {\displaystyle {\frac {mol}{dm^{3}}}}
- Ca,a: az a anyag koncentrációja nyugvó közegben, {\displaystyle {\frac {mol}{dm^{3}}}}
- L: a karakterisztikus hossz, m
- ν: a kinematikai viszkozitás, {\displaystyle {\frac {m^{2}}{s}}}
- ρ: a folyadék sűrűsége, {\displaystyle {\frac {kg}{m^{3}}}}
- Ca: az a anyag koncentrációja, {\displaystyle {\frac {mol}{dm^{3}}}}
- T: állandó hőmérséklet, K
- p: állandó nyomás, Pa